# 회전 노리쇠 방식

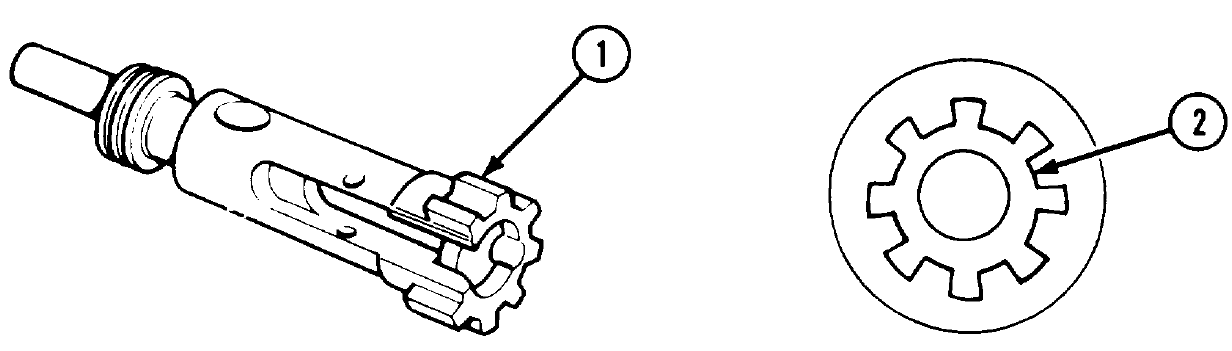
1)노리쇠 폐쇄 돌기, 2) 약실 폐쇄 돌기

회전 노리쇠 방식(rotating bolt design)은 보통 가스 작동식 화기에서 노리쇠를 폐쇄(고정)시키는 방법을 말한다. 때때로 배럿 M82과 같은 쇼트 리코일 방식 화기에서 캠 운동을 하는 노리쇠 방식을 말하기도 한다. 다음은 가스 작동식 화기에서의 회전 노리쇠 방식을 설명한 것이다.
장전시 노리쇠가 전진하면서 약실 입구를 통과한 후, 노리쇠 뭉치와의 캠 운동에 의해 회전하여 약실의 돌기들(lugs)에 걸려 폐쇄된다. 격발 후 가스튜브나 가스피스톤을 통해 동력이 전달되면 노리쇠 뭉치가 후퇴하면서 노리쇠가 캠 운동에 의해 회전한다. 노리쇠의 회전이 끝나면 노리쇠 폐쇄 돌기들이 약실의 돌기들에서 빠져나가 후퇴하게 되고, 탄피 추출 및 방출(배출), 재장전이 이루어진다.
M16 소총, AK-47, K2 소총과 같은 대부분의 가스작동식 자동소총들이 회전 노리쇠 방식을 사용한다.

## 같이 보기
- 가스 작동식

## 참고 서적
- 홍희범 알기쉬운 총 이야기